# Championnat du monde de vitesse moto 1999
Navigation
Édition précédente Édition suivante
Le Championnat du monde de vitesse moto 1999 est la 51e saison de vitesse moto organisée par la  FIM.

Ce championnat comporte seize courses de Grand Prix, pour trois catégories : 500 cm3, 250 cm3 et 125 cm3.
En 500cm³, avec 6 victoires, Alex Criville remporte le titre de champion du monde 1999 dans la catégorie reine avec 47 points devant son dauphin, Kenny Roberts Jr.
En 250cm³, c'est Valentino Rossi avec 9 victoires sur 16 qui remporte le titre de champion du monde dans la catégorie intermédiaire.
En 125cm³, Emilio Alzamora remporte le titre malgré le fait qu'il n'ait remporté aucune victoire au cours de la saison, une première dans l'histoire des Grand Prix Moto.
C'est aussi pour une première pour le sport moto français : pour la première fois en Grand Prix, un pilote Français s'est imposé au moins une fois dans chaque catégorie au cours de la saison  : Arnaud Vincent au Grand Prix de Catalogne en 125cm³, Olivier Jacque au Grand Prix d'Argentine en 250cm³ et Regis Laconi au Grand Prix de Valence en 500cm³.

## Attribution des points
Les points du championnat sont attribués aux quinze premiers de chaque course :
| Classement | 1  | 2  | 3  | 4  | 5  | 6  | 7 | 8 | 9 | 10 | 11 | 12 | 13 | 14 | 15 |
| ---------- | -- | -- | -- | -- | -- | -- | - | - | - | -- | -- | -- | -- | -- | -- |
| Points     | 25 | 20 | 16 | 13 | 11 | 10 | 9 | 8 | 7 | 6  | 5  | 4  | 3  | 2  | 1  |

## Grand Prix de la saison 1999
| N° | Course                           | Lieu           | Vainqueur 125 cm³  | Vainqueur 250 cm³ | Vainqueur 500 cm³ | Résultat |
| -- | -------------------------------- | -------------- | ------------------ | ----------------- | ----------------- | -------- |
| 1  | Grand Prix de Malaisie           | Sepang         | Masao Azuma        | Loris Capirossi   | Kenny Roberts Jr  | Résultat |
| 2  | Grand Prix du Japon              | Motegi         | Masao Azuma        | Shinya Nakano     | Kenny Roberts Jr  | Résultat |
| 3  | Grand Prix d'Espagne             | Jerez          | Masao Azuma        | Valentino Rossi   | Álex Crivillé     | Résultat |
| 4  | Grand Prix de France             | Paul Ricard    | Roberto Locatelli  | Tohru Ukawa       | Álex Crivillé     | Résultat |
| 5  | Grand Prix d'Italie              | Mugello        | Roberto Locatelli  | Valentino Rossi   | Álex Crivillé     | Résultat |
| 6  | Grand Prix de Catalogne          | Catalunya      | Arnaud Vincent     | Valentino Rossi   | Álex Crivillé     | Résultat |
| 7  | Grand Prix des Pays-Bas          | Assen          | Masao Azuma        | Loris Capirossi   | Tadayuki Okada    | Résultat |
| 8  | Grand Prix de Grande-Bretagne    | Donington      | Masao Azuma        | Valentino Rossi   | Álex Crivillé     | Résultat |
| 9  | Grand Prix d'Allemagne           | Sachsenring    | Marco Melandri     | Valentino Rossi   | Kenny Roberts Jr  | Résultat |
| 10 | Grand Prix de République tchèque | Brno           | Marco Melandri     | Valentino Rossi   | Tadayuki Okada    | Résultat |
| 11 | Grand Prix d'Imola               | Imola          | Marco Melandri     | Loris Capirossi   | Álex Crivillé     | Résultat |
| 12 | Grand Prix de Valence            | Valencia       | Gianluigi Scalvini | Tohru Ukawa       | Régis Laconi      | Résultat |
| 13 | Grand Prix d'Australie           | Phillip Island | Marco Melandri     | Valentino Rossi   | Tadayuki Okada    | Résultat |
| 14 | Grand Prix d'Afrique du Sud      | Phakisa        | Gianluigi Scalvini | Valentino Rossi   | Max Biaggi        | Résultat |
| 15 | Grand Prix de Rio de Janeiro     | Rio de Janeiro | Noboru Ueda        | Valentino Rossi   | Norifumi Abe      | Résultat |
| 16 | Grand Prix d'Argentine           | Buenos Aires   | Marco Melandri     | Olivier Jacque    | Kenny Roberts Jr  | Résultat |

## Classement des pilotes 500 cm³
| Clas. | Pilote           | Pays       | Constructeur | Nombre de points |
| ----- | ---------------- | ---------- | ------------ | ---------------- |
| 1er   | Álex Crivillé    | Espagne    | Honda        | 267              |
| 2e    | Kenny Roberts Jr | États-Unis | Suzuki       | 220              |
| 3e    | Tadayuki Okada   | Japon      | Honda        | 211              |
| 4e    | Max Biaggi       | Italie     | Yamaha       | 194              |
| 5e    | Sete Gibernau    | Espagne    | Honda        | 165              |
| 6e    | Norifumi Abe     | Japon      | Yamaha       | 136              |
| 7e    | Carlos Checa     | Espagne    | Yamaha       | 125              |
| 8e    | John Kocinski    | États-Unis | Honda        | 115              |
| 9e    | Alex Barros      | Brésil     | Honda        | 110              |
| 10e   | Tetsuya Harada   | Japon      | Aprilia      | 104              |

## Classement des pilotes 250 cm³
| Clas. | Pilote            | Pays        | Constructeur | Nombre de points |
| ----- | ----------------- | ----------- | ------------ | ---------------- |
| 1er   | Valentino Rossi   | Italie      | Aprilia      | 309              |
| 2e    | Tohru Ukawa       | Japon       | Honda        | 261              |
| 3e    | Loris Capirossi   | Italie      | Honda        | 209              |
| 4e    | Shinya Nakano     | Japon       | Yamaha       | 207              |
| 5e    | Stefano Perugini  | Italie      | Honda        | 151              |
| 6e    | Ralf Waldmann     | Allemagne   | Aprilia      | 131              |
| 7e    | Olivier Jacque    | France      | Yamaha       | 122              |
| 8e    | Franco Battaini   | Italie      | Aprilia      | 121              |
| 9e    | Sebastian Porto   | Argentine   | Yamaha       | 98               |
| 10e   | Jeremy McWilliams | Royaume-Uni | Aprilia      | 83               |

## Classement des pilotes 125 cm³
| Clas. | Pilote             | Pays    | Constructeur | Nombre de points |
| ----- | ------------------ | ------- | ------------ | ---------------- |
| 1er   | Emilio Alzamora    | Espagne | Honda        | 227              |
| 2e    | Marco Melandri     | Italie  | Honda        | 226              |
| 3e    | Masao Azuma        | Japon   | Honda        | 190              |
| 4e    | Roberto Locatelli  | Italie  | Aprilia      | 173              |
| 5e    | Noboru Ueda        | Japon   | Honda        | 171              |
| 6e    | Gianluigi Scalvini | Italie  | Aprilia      | 163              |
| 7e    | Arnaud Vincent     | France  | Aprilia      | 155              |
| 8e    | Simone Sanna       | Italie  | Honda        | 123              |
| 9e    | Lucio Cecchinello  | Italie  | Honda        | 108              |
| 10e   | Gino Borsoi        | Italie  | Aprilia      | 106              |